# Exocarpos homaeocladus
Exocarpos homaeocladus är en sandelträdsväxtart som beskrevs av C. Moore & F. Muell.. Exocarpos homaeocladus ingår i släktet Exocarpos och familjen sandelträdsväxter. Inga underarter finns listade i Catalogue of Life.